# Hero (安室奈美惠單曲)
〈Hero〉為日本歌手安室奈美惠以個人單獨名義於2016年7月27日發行的第45張單曲，透過Avex trax與安室的個人廠牌Dimension Point發行。歌曲由音樂製作人今井了介與Sunny Boy作曲、填詞與編曲，並由後者負責製作。〈Hero〉是一首結合舞曲音樂元素的流行曲，歌詞主要環繞勇氣和勝利等主題。
歌曲獲NHK起用為電視台轉播里約熱內盧奧運會與帕運會的主題曲。在樂評方面，歌曲於發行前後獲樂評家讚揚它的多樣性，而安室的聲樂亦被認為能帶來勇氣。安室於2017年宣佈退出樂壇後，〈Hero〉的銷量獲刺激急速上升。其中實體銷量從Oricon公信榜外回升至前50位內，累計銷量超過8.5萬張。在下載方面，歌曲則相隔383天以來再次登上下載榜單首位，累計下載量超過75萬首。歌曲其後亦獲認證串流媒體的金唱片，代表獲得超過5,000萬次串流播放量。
〈Hero〉拍攝了多個宣傳录像带，並分別由導演新宮良平與YKBX拍攝了兩個版本的音樂录像带，為安室首次嘗試由兩個導演合作拍攝同一首歌的音樂录像带。安室曾於演唱會「namie amuro LIVE STYLE 2016-2017」、「namie amuro 25th ANNIVERSARY LIVE in OKINAWA」與「namie amuro Final Tour 2018 ～Finally～」演唱歌曲。2017年12月31日，安室登上「第68回NHK紅白歌合戰」獻唱歌曲，成為歌曲唯一一場電視演出。

## 發行背景
2015年，安室奈美惠發行專輯《_genic》後，隨即展開巡迴演唱會「namie amuro LIVEGENIC 2015-2016」，並先後發行了〈Red Carpet〉與〈Mint〉兩張單曲。2016年3月23日，NHK宣佈起用安室的新曲〈Hero〉為電視台轉播里約熱內盧奧運會與帕運會的主題曲。NHK方面指選用安室的原因為「她的歌聲有著穿透人心的力量」以及認為安室是「受到廣泛年齡層支持」的頂尖女性歌手。而安室亦對獲起用一事表示「非常榮幸」以及「會帶著為運動員加油的心情來演唱這首歌曲」。
6月17日，官方公佈〈Hero〉單曲定於7月23日發行，並同時公開了單曲的封面、發行版本與收錄曲目等詳情。單曲亦同時收錄c/w曲目〈Show Me What You've Got〉。〈Hero〉的12吋黑膠唱片版本其後於「namie amuro LIVE STYLE 2016-2017」會場作限定發行。

## 詞曲
〈Hero〉由音樂製作人今井了介與Sunny Boy作曲、填詞與編曲，並由後者負責製作。歌曲的伴奏包括後藤勇一郎弦樂團的弦樂、久保田真悟的原聲結他、今井與Sunny Boy的合成器與鍵盤樂器。歌曲加入了今井、Sunny Boy、Chiaki Ishii、Kou Kuroda、Minato Kuroda、Momoka Kimura、Yume Iwata與Yuto Newberry的合唱聲樂，並由中村文俊與波房涉位於日本東京的愛貝克思錄音室進行錄製。日本創作歌手Emyli亦在歌曲擔任和聲。
〈Hero〉是一首結合舞曲音樂元素的流行曲，全長5分37秒，以降A大調創作，每分鐘125拍。歌詞主要環繞勇氣和勝利等主題，為一首給予邁向明天的希望與勇氣的加油歌。NHK的發言人也有相似意見，以「獻給全心全意為比賽奮鬥的選手」的「人間讚歌」形容歌曲。

## 專業評價
《Excite Japan》的編輯早川加奈子以「獻給所有努力生活的英雄」形容歌曲。她亦讚揚安室在歌曲裡的聲樂，指能從她像勝利女神的微笑般的歌聲獲得勇氣。《CD Journal》的編輯則以「在少於6分鐘的時間裡，歌曲不停持續變化，展現了各種不同的表情」形容歌曲。
日本《告示牌》的平賀哲雄以「擁抱著奧運的光景與出眾的親和性而響徹四方」形容歌曲，並期待著安室於「2020年東京奧運會」表演舞台上邊唱邊跳的身影。日本流行男歌手桑田佳祐於電台節目「桑田佳祐的溫柔夜遊」每年選出年度日本單曲二十強的例行環節裡，把〈Hero〉評為2016年全年第6佳的日本單曲，並以「變得愈來愈帥氣」形容歌曲裡的安室。

## 商業成績
在Oricon公信榜，〈Hero〉首週以約2.9萬張的實體銷量空降單曲榜第6位，成為安室第46張打進單曲榜前十位的單曲（包括以組合名義時發行的單曲）。安室於2017年宣佈退出樂壇後，〈Hero〉與她其他作品一同重新回榜，並從200位外回升至前50位。〈Hero〉於榜上一共逗留了56週，累計銷量85,545張 。歌曲的下載量亦因安室在「第68回NHK紅白歌合戰」上演唱的效應上漲，於2018年1月首週登上新設立一個月的單曲下載排行榜冠軍位置。
在日本《告示牌》榜，〈Hero〉最高登上日本熱門100金曲榜、歌曲下載排行榜，以及歌曲串流排行榜的冠軍位置。歌曲亦最高登上單曲實體銷售排行榜第6名，以及電台歌曲排行榜的亞軍位置。c/w曲目〈Show Me What You've Got〉亦於發行首週空降日本熱門100金曲榜第95位。
〈Hero〉於2017年1月獲日本唱片協會認證實體唱片為金唱片，代表實體唱片出貨量達10萬張。安室宣佈退出樂壇後，歌曲相隔383日後再次回升至下載榜單首位，並與安室其他歌曲獨佔榜單前七位。歌曲其後於2018年4月獲認證單曲下載為三白金唱片，代表達到75萬首單曲下載量。〈Hero〉亦獲「第31屆日本金唱片大獎」頒發「最佳五大下載歌曲」獎項，代表在2016年發行的所有歌曲中，下載量達到全年前5位。2023年2月，〈Hero〉獲日本唱片協會認證串流媒體的金唱片，代表獲得超過5,000萬次的串流播放量，成為安室第一首獲得串流媒體認證的歌曲。

## 音樂录像带

NHK官方音樂录像带，展示了安室奈美惠穿越象徵光榮的道路的姿態

單曲一共製作了多個宣傳录像带。第一個宣傳录像带為〈Hero〉的歌詞录像带，長度達2分46秒。录像带內容包括單曲的插圖以及安室在拍攝單曲封面時的幕後花絮。其後音樂录像带的三個不同版本預告片段亦相繼公開，皆由導演新宮良平負責拍攝。三個版本分別使用了奧運五環中的三種顏色（綠、藍、橘）製作而成，還有以電腦動畫製作的聖火盃。三個版本分別對應巨塔中三層不同樓層，綠色樓層代表的是「自然」、藍色樓層代表的是「水」，而橘色樓層代表的則是「火」。
巨塔的第一層綠色樓層代表著大自然區域，以鮮豔紅花綠葉妝點而成的床柱，象徵著滿溢的「愛」。第二層藍色樓層代表著水域，以湛藍的青空及湖泊象徵著「生命的美」。第三層橘色樓層代表著火域，是被充滿魄力的火炎包圍且最接近太陽的巨塔最高階，表現出強烈的「熱情」。正式版音樂录像带為三個預告片段版本的集合，並加上安室在三層不同樓層中唱歌的模樣。最後在飄動著綠藍橘的三色緞帶中，安室佇立在巨型紀念碑前，展現出溫暖包容及壯大的氣勢，同時也為單曲封面的設計概念。
2016年7月5日，〈Hero〉的NHK官方音樂录像带亦公開，此版本由導演YKBX負責拍攝，為安室首次嘗試同一首歌由的音樂录像带由兩個不同導演合作製作而成。NHK官方音樂錄影帶為綠藍橘三色主題正式音樂錄影帶的前篇。安室在錄影帶中意志堅定地穿越象徵光榮的道路，並向著目標的三層巨塔進發，與正式音樂录像带的世界觀連接起來。
c/w曲〈Show Me What You've Got〉亦拍攝了音樂录像带。錄影帶由導演須藤寛治負責拍攝，描繪了女性派對中奔放自由的情景。而录像带的所有服裝皆是由同年一月份在澀谷109百貨舉辦的最愛安室活動中，由民眾票選出最想幫安室穿搭的第一名品牌「Regalect」提供。

## 現場表演
〈Hero〉發行期間並沒有進行任何電視演出或宣傳表演，安室只在巡迴演出的個人演唱會「namie amuro LIVE STYLE 2016-2017」中現場演唱過歌曲。安室其後亦在戶外演唱會「namie amuro 25th ANNIVERSARY LIVE in OKINAWA」與引退前的巡迴演唱會「namie amuro Final Tour 2018 ～Finally～」上演唱了歌曲。
2017年12月31日，安室以特別表演嘉賓身份登上「第68回NHK紅白歌合戰」獻唱了〈Hero〉，成為她7年以來首個音樂節目演出，也是她相隔14年以來第10次登上紅白舞台。安室於會場鄰近的錄影廠進行連線表演，而表演前主辦方亦播放了她25年間在樂壇的歷史片段作回顧。演出的瞬間收視率達到48.4%，成為全晚節目收視率最高的表演。

## 曲目
| CD、線上下載 | CD、線上下載                      | CD、線上下載 |
| 曲序         | 曲目                              | 时长         |
| ------------ | --------------------------------- | ------------ |
| 1.           | Hero                              | 5:37         |
| 2.           | Show Me What You've Got           | 3:05         |
| 3.           | Hero（純音樂）                    | 5:37         |
| 4.           | Show Me What You've Got（純音樂） | 3:05         |
| 总时长：     | 总时长：                          | 21:03        |

| DVD（CD+DVD盤限定） | DVD（CD+DVD盤限定）                   |
| 曲序                | 曲目                                  |
| ------------------- | ------------------------------------- |
| 1.                  | Hero（音樂录像带）                    |
| 2.                  | Show Me What You've Got（音樂录像带） |

| 黑膠唱片 | 黑膠唱片                       |
| 曲序     | 曲目                           |
| -------- | ------------------------------ |
| 1.       | Hero（A面）                    |
| 2.       | Show Me What You've Got（B面） |

## 製作名單
資料來自〈Hero〉內頁。
錄製
- 由中村文俊與波房涉在日本東京的愛貝克思錄音室錄製

| 聲樂與技術貢獻 - 安室奈美惠 – 主唱、和聲（全曲目） - 今井了介 – 作曲、填詞、編曲、弦樂編曲、合唱聲樂、編程、鍵盤樂器（曲目1） - 後藤勇一郎 – 弦樂編曲（曲目1） - Chiaki Ishii – 合唱聲樂（曲目1） - Kou Kuroda – 合唱聲樂（曲目1） - Minato Kuroda – 合唱聲樂（曲目1） - Momoka Kimura – 合唱聲樂（曲目1） - Sunny Boy – 作曲、填詞、編曲、合唱聲樂、編程、鍵盤樂器（曲目1） - Yume Iwata – 合唱聲樂（曲目1） - Yuto Newberry – 合唱聲樂（曲目1） - 久保田真悟 – 結他（曲目1） - 中村文俊 – 錄製（曲目1） - 後藤勇一郎弦樂團 – 弦樂（曲目1） | - Alisa – 合唱聲樂（曲目2） - Emyli – 合唱聲樂（曲目2）、聲樂指導、和聲（全曲目） - Kanata Okajima – 合唱聲樂（曲目2） - 安東·馬爾門貝格·哈德·阿爾夫·塞格斯塔德（Anton Malmberg Hård Af Segerstad） – 作曲、填詞（曲目2） - 阿爾迪塔·艾達·薩特卡（Ardita Ada Satka） – 作曲、填詞（曲目2） - 喬伊·德比（Joy Deb） – 作曲、填詞（曲目2） - 莉妮亞·德比（Linnea Deb） – 作曲、填詞（曲目2） - 薩拉·福斯伯格（Sara Forsberg） – 作曲、填詞（曲目2） - 遠藤·柯博拉（Cobra Endo） – 音樂製作（曲目2） - The Family – 曲目製作（曲目2） - 前田康二 – 母帶（全曲目） - D.O.I. – 混音（全曲目） - 菊間安成 – 混音（全曲目） - 波房涉 – 聲樂錄製（全曲目） | 視覺與視像貢獻 - 上原博光 – 電影攝影師（曲目1） - YKBX – 導演（曲目1）、美術指導 - 新宮良平 – 導演（附加製作）（曲目1） - Takeshi Muramatsu – 電影攝影師（曲目2） - 須藤寛治 – 導演（曲目2） - 石原裕久 – 製片（全曲目） - Masaya Asai – 設計 - 菊間康成 – 攝影 |

## 榜單成績
| 榜單（2016－18年）                                              | 最高 位置 |
| --------------------------------------------------------------- | --------- |
| 日本單曲排行榜（Oricon）                                        | 6         |
| 日本單曲下載排行榜（Oricon）                                    | 1         |
| 日本熱門100金曲榜（日本《告示牌》） 〈Hero〉                    | 1         |
| 日本熱門100金曲榜（日本《告示牌》） 〈Show Me What You've Got〉 | 95        |
| 日本單曲實體銷售排行榜（日本《告示牌》）                        | 6         |
| 日本電台歌曲排行榜（日本《告示牌》）                            | 2         |
| 日本歌曲下載排行榜（日本《告示牌》）                            | 1         |
| 日本歌曲串流排行榜（日本《告示牌》）                            | 1         |

| 榜單（2016年）                               | 位置 |
| -------------------------------------------- | ---- |
| 日本單曲排行榜（Oricon）                     | 75   |
| 日本熱門100金曲榜（日本《告示牌》） 《Hero》 | 29   |
| 日本單曲實體銷售排行榜（日本《告示牌》）     | 79   |
| 日本電台歌曲排行榜（日本《告示牌》）         | 30   |

| 榜單（2017年）                       | 位置 |
| ------------------------------------ | ---- |
| 日本歌曲下載排行榜（日本《告示牌》） | 25   |

| 榜單（2018年）                               | 位置 |
| -------------------------------------------- | ---- |
| 日本熱門100金曲榜（日本《告示牌》） 《Hero》 | 26   |
| 日本歌曲下載排行榜（日本《告示牌》）         | 11   |
| 日本歌曲串流排行榜（日本《告示牌》）         | 9    |

## 認證
| 地區                                  | 认证    | 认证单位/销量 |
| ------------------------------------- | ------- | ------------- |
| 日本（日本唱片協會） 單曲下載         | 3× 白金 | 750,000*      |
| 日本（日本唱片協會） 實體             | 金      | 100,000^      |
| 串流媒體                              |         |               |
| 日本（日本唱片協會）                  | 金      | 50,000,000†   |
| *僅含認證的實際銷量 ^僅含認證的出貨量 |         |               |

## 發行歷史
| 地區 | 日期          | 形式      | 廠牌                              | 來源          |
| ---- | ------------- | --------- | --------------------------------- | ------------- |
| 日本 | 2016年7月27日 | 線上下載  | Avex Trax Avex Entertainment Inc. | [ 53 ]        |
| 多國 | 2016年7月27日 | 線上下載  | Avex Music Creative Inc.          | [ 54 ]        |
| 日本 | 2016年7月27日 | CD CD+DVD | Avex Trax Dimension Point         | [ 6 ] [ 41 ]  |
| 台灣 | 2016年8月5日  | CD CD+DVD | Avex Trax Dimension Point         | [ 55 ] [ 56 ] |
| 日本 | 2016年8月19日 | 黑膠唱片  | Avex Trax Dimension Point         | [ 42 ]        |